# Acronictinae
Sous-famille
La sous-famille des Acronictinae regroupe des lépidoptères (papillons) nocturnes de la famille des Noctuidae.

## Liste des genres
- Acronicta Ochsenheimer, 1816
- Agriopodes Hampson, 1908
- Bistica Dyar, 1912
- Cirrhophanus Grote, 1872
- Craniophora Snellen, 1867
- Eogena Guénée, 1852
- Eremobina McDunnough, 1937
- Eulithosia H. Edwards, 1884
- Harrisimemna Grote, 1873
- Hoplolythra Hampson, 1910
- Merolonche Grote, 1882
- Moma Hübner, 1820 avec une seule espèce : l'Avrilière
- Oxicesta Hübner, [1819]
- Polygrammate Hübner, 1818
- Simyra Ochsenheimer, 1816

## Liste des tribus et genres
Selon BioLib (17 mars 2019) :
- Tribu Acronictini :
  - Acronicta Ochsenheimer, 1816
  - Agriopodes Hampson, 1908
  - Apsarasa Moore, 1867
  - Craniophora Snellen, 1867
  - Harrisimemna Grote, 1873
  - Merolonche Grote, 1882
  - Polygrammate Hübner, 1818
  - Simyra Ochsenheimer, 1816

- Genres non classés :
  - Akonus Matsumura, 1929
  - Amefrontia Hampson, 1899
  - Ancara Walker, 1858
  - Antachara Walker, 1858
  - Aucha Walker, 1858
  - Bagada Walker, 1858
  - Barybela Turner, 1944
  - Bistica Dyar, 1912
  - Borbotana Walker, 1858
  - Callyna Guenée, 1852
  - Calophasidia Hampson, 1908
  - Chalcoecia Hampson, 1908
  - Chasmina Walker, 1856
  - Cirrhophanus Grote, 1872
  - Cosmodes Guenée, 1852
  - Data Walker, 1862
  - Diplonephra Turner, 1920
  - Eccleta Turner, 1902
  - Eogena Guenée, 1852
  - Epicyrtica Turner, 1908
  - Eremaula Turner, 1942
  - Eucatephia Hampson, 1926
  - Eulithosia H. Edwards, 1884
  - Euryschema Turner, 1925
  - Hoplolythra Hampson, 1910
  - Hypoperigea Hampson, 1909
  - Lignispalta Holloway, 1989
  - Moma Hübner, 1820
  - Mudaria Moore, 1893
  - Musothyma Meyrick, 1897
  - Neumichtis Hampson, 1906
  - Oxicesta Hübner, 1819
  - Pachythrix Turner, 1942
  - Pansemna Turner, 1920
  - Paromphale Hampson, 1908
  - Platyprosopa Warren, 1913
  - Proteuxoa Hampson, 1903
  - Pseudoedaleosia Strand, 1924
  - Stenopterygia Hampson, 1908
  - Syntheta Turner, 1902
  - Thalatha Walker, 1862
  - Thalathoides Holloway, 1989
  - Thegalea Turner, 1920
  - Tringilburra T.P. Lucas, 1901